# Gyrtona divitalis
Gyrtona divitalis är en fjärilsart som beskrevs av Walker 1863. Gyrtona divitalis ingår i släktet Gyrtona och familjen nattflyn. Inga underarter finns listade i Catalogue of Life.